# Alexander Leibkind
Alexander Leibkind (* 19. Oktober 1952 in München; † 18. Mai 2006 in New York City) war ein deutscher Sportler, Sportmanager und Geschäftsführer.

## Biografie
Leibkind studierte zunächst Bauingenieurwesen und Architektur in Darmstadt und Frankfurt, später folgte ein Studium der Sportwissenschaften (Diplom-Sportlehrer) an der Kölner Sporthochschule.
Er war 1974 Deutscher Judo-Meister im Leichtgewicht, von 1971 bis 1979 Mitglied des deutschen Judo-Nationalteams und gehörte 1976 zur deutschen Olympiamannschaft in Montreal. Nach Beendigung seines Sportstudiums war er in Köln bei einer Sport-Agentur tätig und betreute Spitzensportler wie Steffi Graf, Ulrike Meyfarth oder Michael Groß. Mitte der 1980er Jahre gründete er eine eigene Agentur und managte unter anderem die Windsurflegende Robby Naish. In den 1990ern organisierte er die Indoor-Freeclimbing-Weltmeisterschaften in Frankfurt am Main.
In den Jahren 1980 bis 1981 war Leibkind Cornerback der American-Football-Mannschaft Cologne Crocodiles und nahm 1981 an den ersten Länderspielen einer deutschen Football-Nationalmannschaft im italienischen Castel Giorgio sowie in Frankfurt teil. 1993 wurde er Manager der deutschen American Football Bundesliga und 1995 General Manager des American Footballteams Rhein Fire in Düsseldorf, mit dem er 1998 und 2000 den World Bowl gewann. Er war Mitinitiator für die Gründung der Kölner Cologne Centurions, die 2004 ihre erste Saison in der NFL Europe hatten.
2001 wurde Leibkind zum Geschäftsführer der Olympia Rhein-Ruhr GmbH benannt, die die Bewerbung der Stadt Düsseldorf um die Olympischen Spiele 2012 organisierte. Seit 2004 war er Geschäftsführer der Düsseldorfer Stadtmarketinggesellschaft Düsseldorf Marketing & Tourismus GmbH (DMT). Leibkind gilt unter anderem als Initiator und Ideengeber für den Ski-Weltcup am Rhein und holte 2006 auch das Saison-Eröffnungsevent der DTM an die Düsseldorfer Königsallee. Ebenso war es sein Verdienst 2005 eine Etappe der Eneco Tour nach Düsseldorf zu holen und die Startetappe der Deutschland Tour 2006.
Alexander Leibkind erlitt Anfang Mai 2006 während einer Geschäftsreise in New York einen Herzinfarkt und starb an Herz-Kreislauf-Versagen.

## Zitate
„Wir erinnern uns an Alex als eine der wichtigsten Personen in der Geschichte der NFL Europe League“